# Paul Benioff

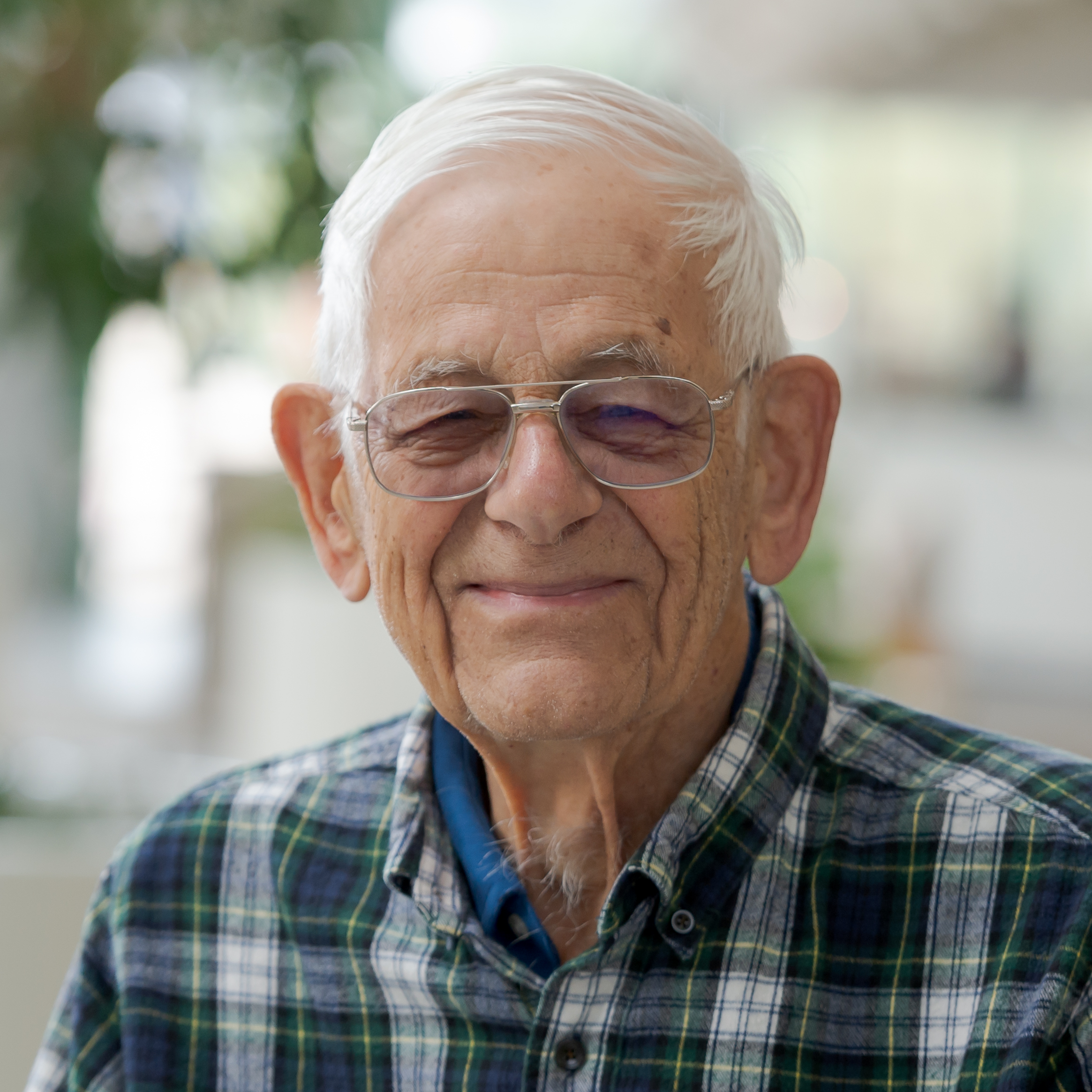
Paul Benioff, 2019

Paul A. Benioff (* 1. Mai 1930 in Pasadena, Kalifornien; † 29. März 2022) war ein US-amerikanischer Physiker und einer der Pioniere der Quanteninformationstheorie und der theoretischen Behandlung von Quantencomputern.

## Werdegang
Benioff wurde 1959 an der University of California, Berkeley, promoviert, war 1960 Weizmann Fellow am Weizmann-Institut und 1961 als Ford Fellow am Niels-Bohr-Institut in Kopenhagen. Ab 1961 war er am Argonne National Laboratory, wo er 1995 offiziell in den Ruhestand ging, aber auch danach weiterforschte. Bis 1978 befasste er sich am Argonne Labor mit theoretischer Kernchemie, danach mit Umweltfragen.
Ab den 1980er Jahren befasste er sich mit theoretischen Grundlagen von Quantencomputern und allgemein den Beziehungen von Mathematik und Physik. 1980 beschrieb er als Erster ein quantenmechanisches Modell eines Quantencomputers mit Hamiltonfunktion.
1979 und 1982 war er Gastwissenschaftler des CNRS an der Universität Marseille in Luminy und 1979 Gastprofessor an der Universität Tel Aviv.
2000 erhielt er den International Quantum Communication Award der International Organization for Quantum Communication, Computing, and Measurement, 2001 erhielt er den Distinguished Performance Award der Universität Chicago (zu dem das Argonne-Labor gehört) und 2001 wurde er Fellow der American Physical Society.
Er war seit 1959 mit Hanna Leshner verheiratet und Vater dreier Kinder.

## Schriften (Auswahl)
- The computer as a physical system: A microscopic quantum mechanical Hamiltonian model of computers as represented by Turing machines, Journal of Statistical Physics, Band 22, 1980, S. 563–591
- Quantum mechanical hamiltonian models of Turing machines, Journal of Statistical Physics, Band 29, 1982, S. 515–546.
- Quantum Mechanical Models of Turing Machines That Dissipate No Energy, Phys. Rev. Lett., Band 48, 1982, S. 1581–1585
- Quantum mechanical Hamiltonian models of discrete processes that erase their own histories: Application to Turing machines, Int. J. Theor. Phys., Band 21, 1982, S. 177–201[3]
- Quantum Mechanical Hamiltonian Models of Computers, Annals New York Academy of Sciences, Band 480, 1986, S. 475–486
- Quantum ballistic evolution in quantum mechanics: Application to quantum computers, Phys. Rev. A, Band 54, 1996, S. 1106–1123, Arxiv
- Tight binding Hamiltonians and Quantum Turing Machines, Phys. Rev. Lett., Band 78, 1997, S. 590–593
- Models of Quantum Turing Machines, Fortschritte der Physik, Band 46, 1998, S. 423–441, Arxiv
- Quantum robots and environments, Phys. Rev. A, Band 58, 1998, S. 893–904, Arxiv
- Quantum Robots and Quantum Computers, in: A. J. G. Hey (Hrsg.), Feynman and Computation, Perseus Books 1999, S. 155–176, Arxiv
- The Representation of Natural Numbers in Quantum Mechanics, Phys. Rev. A, Band 63, 2001, S. 032305, Arxiv
- Efficient Implementation and the Product State Representation of Numbers, Phys. Rev. A, Band 64, 2001, S. 052310, Arxiv
- Towards a Coherent Theory of Physics and Mathematics, Found. Phys., Band 32, 2002, S. 989–1029, Arxiv
- The Representation of Numbers in Quantum Mechanics, Algorithmica, Band 34, 2002, S. 529–559, Arxiv
- Towards a Coherent Theory of Physics and Mathematics: The Theory-Experiment Connection, Foundations of Physics, Band 35, 2005, S. 1825–1856, Arxiv
- Representation of complex rational numbers in quantum mechanics, Phys. Rev. A, Band 72, 2005, S. 032314, Arxiv